# 馬博拉斯山
マボラス山（マボラスさん）は台湾の南投県信義郷にある標高3,785mの山で、南投県信義郷に位置する。山域は玉山国家公園に含まれる。

## 概要
花蓮県卓溪郷の境界から北西に約300メートル離れている。
台湾百岳では7位であり、中央山脈では2番目、台湾内では玉山 、雪山 、秀姑巒山に次ぐ4番目の高峰である。
山名は日本統治時代の地図作成時に誤って表記された「マボラス山」を音訳したもので、ブヌン語の「Mahudas」が基となっているとされるが、鹿野忠雄の文献によれば、この山はブヌン語で「烏拉孟山（Ulamun）」と呼ばれており、「馬霍拉斯山（Mahudas）」は秀姑巒山を指す。なお、「Ulamun」と同音の裏門山が、北東に約11kmほど離れた山に命名された。

## 事件・事故
2019年1月、「ビキニ登山家」「ビキニ・ハイヤー」として知られる呉季芸(Gigi Wu、ご・きうん、36歳）が、下山中に亡くなった。3つの山を経由する難易度の高いルートで無事登頂を果たしたものの、下山中の19日夕方に足を滑らせ20〜30m下の谷に落下。足が動けなくなり、衛星電話で知人に助けを求めた。その後、消防当局が20日にヘリコプターでの救助を試みるも悪天候で引き返し、地上からの捜索に変更し21日昼に死亡した状態で発見した。降雨による低体温症ないし凍死とされる。